# Марцін Твардовський
Марцін Твардовський, або Мартин Твардовський) з Микулинців (нині смт, Теребовлянський район Тернопільська область, Україна) — галицький майстер виробів з дерева (представник львівської школи), відомий у джерелах як «сницар микулинецький».

### Роботи

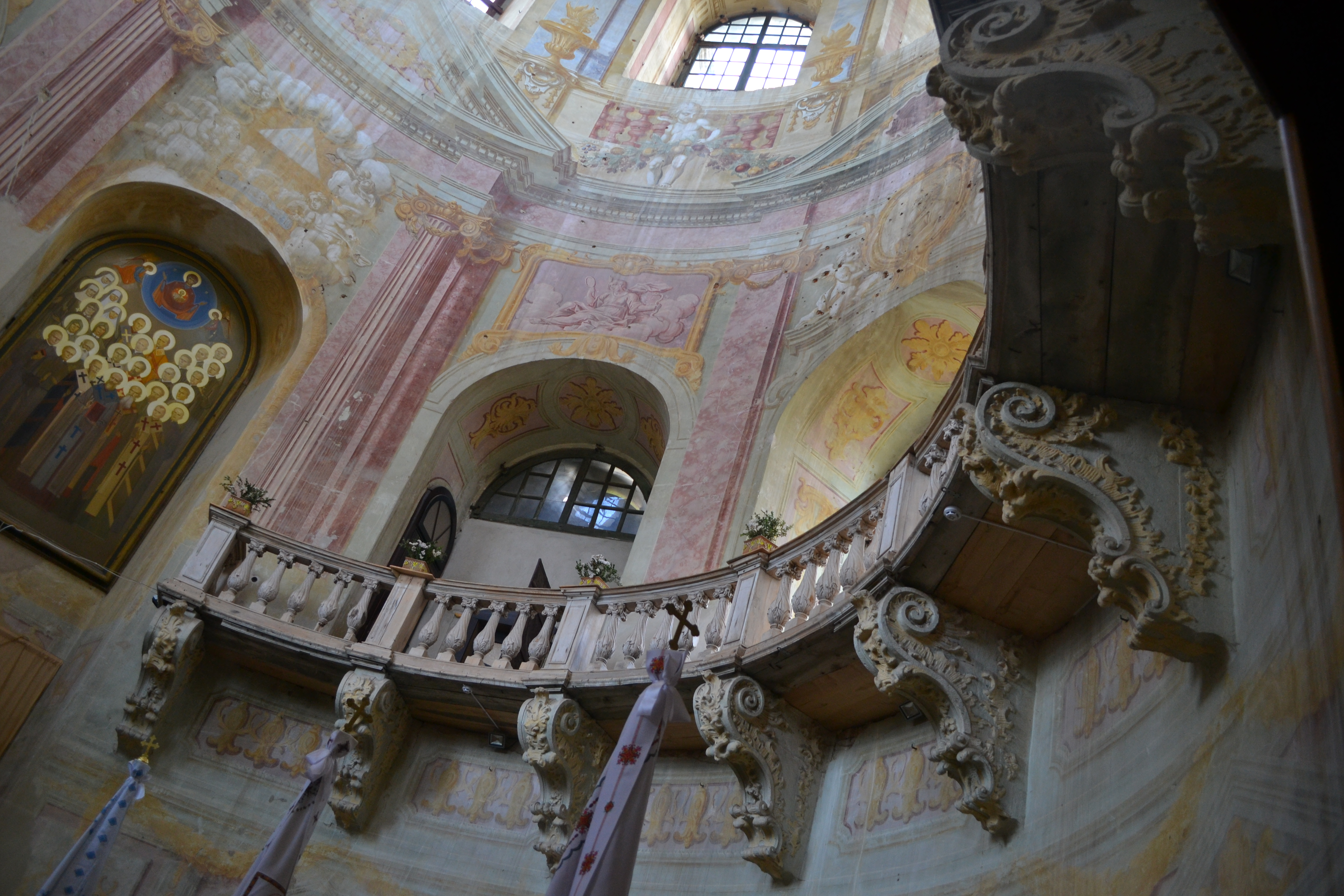
внутрішній балкон, колишній костел у Підгірцях

- розп'яття, капітелі пілястр, амвон з рокайлевими орнаментами,[2] табернакль, сповідальниці («конфесьйонали»), лавки, рамки ікон, свічники, внутрішній балкон для костелу святого Йосипа, Підгірці (1761–1765)[3]
- предмети (табернакль, конфесіонали[4]) церкви Чесного і животворящого Хреста оо. Василіян в Бучачі,[5] (1771–1772)[4]

#### Приписувані
- Збіґнєв Горнунґ вважав його автором різьблених фігур вівтаря костелу Пресвятої Трійці в м. Микулинці, вважаючи їх «невідповідними» (пол. nieudolne). Однак верифікацію цього твердження затруднює брак творів, з якими можна було б порівняти. Правдоподібність цієї версії припускав Ян К. Островський,[4] який також стверджував, що композиція статуй святої Анни у головному вівтарі[a] та на фасаді храму є ідентичною і повторює мистецьке рішення, виконане у Бучачі.[6]
- Адам Бохнак приписував йому авторство проповідальниці в костелі Пресвятої Трійці в Микулинцях.[7]

## Зауваги
1. ↑  у 1995 році перебувала в Олеській філії Львівської національної галереї мистецтв імені Бориса Возницького → Kościoły i klasztory rzymskokatolickie dawnego województwa ruskiego. Praca zbiorowa. — Kraków : Międzynarodowe Centrum Kultury, Drukarnia narodowa, 1996. — T. 4. — 402 il. — il. 157. — (Materiały do dziejów sztuki sakralnej na ziemiach wschodnich dawnej Rzeczypospolitej. Cz. I). — ISBN 83-85739-34-3. (пол.)